# Tyge Gyllencreutz
Tyge Larsson Gyllencreutz, född i Holstein, död 1625 i Östra Ryds församling, Östergötland, var en svensk häradshövding.

## Biografi
Tyge Gyllencreutz föddes i Holstein. Han var son till stallmästaren Lars Tygesson hos hertigen av Holstein. Gyllencreutz var 1562 informator hos Holger Karlsson (Gera) på Björkviks herrgård i Östergötlands län. Han blev 1570 hovmästare till hertig Magnus av Östergötland och var från 1588 till 1597 fogde över Kungsbro gård. Gyllencreutz skrev under Uppsala mötes beslut 1593. Han adlades 29 januari 1594 till Gyllencreutz och blev 18 maj 1594 häradshövding i Vifolka härad, med stadfästelse 26 augusti 1606. Gyllencreutz introducerads i Sveriges Riddarhus som nummer 20, vilket senare ändrades till 54. Han avled 1625 och begravdes i Östra Ryds kyrka.

### Egendom
Gyllencreutz ägde Fyrby i Östra Ryds socken, Viby i Östra Ryds socken, Hällerstad i Östra Ryds socken och Tåby i Östra Ryds socken.

### Familj
Gyllencreutz gifte sig första gången 212 juni 1575 på Hällestad i Hällestads socken med Kerstin Marbo, dotter till slottsloven Truls Andersson Skrivare och Carin Eriksdotter Slatte. Kerstin Marbo var änka efter kaptenen Johan Gudmundsson Ulf af Horsnäs. Gyllencreutz och Marbo fick tillsammans barnen Johan Gyllencreutz (1575–1580), ryttmästaren Lars Gyllencreutz (1576–1623) vid adelsfanan och Marina Gyllencreutz (1578–1578).
Gyllencreutz gifte sig andra gången med Brita Alfsdotter (Ikorn) (död 1616), dotter till Alf Ikorn och Maria Wass. De fick tillsammans barnen Kerstin Gyllencreutz (1608–1647), Anna Gyllencreutz (född 1609) som var gift med överstelöjtnanten Louis Svanestierna, gefreiter Johan Gyllencreutz (född 1610) vid Upplands regemente, Marina Gyllencreutz (1611–1652) som var gift med amiralitetskaptenen Isak Svinhufvud af Qvalstad, Beata Gyllencreutz (1613–1639) som var gift med överstelöjtnanten Anders Utter vid Österbottens regemente, löjtnanten Alf Gyllencreutz (1615–1642) vid Östgöta kavalleriregemente och Per Gyllencreutz (1616–1616).
Gyllencreutz gifte sig tredje gången med Catharina von Masenbach, dotter till ståthållaren Hans von Massenbach och Margareta Vogtin von Fronhausen i Stockholm. Catharina von Masenbach var änka efter löjtnanten Johan Slatte.